# Estación San Esteban
San Esteban es una estación de ferrocarril ubicada en la localidad de San Esteban del Departamento Punilla, provincia de Córdoba, Argentina.

## Ubicación
Se encuentra en el km 551 del Ramal A1 del Ferrocarril General Belgrano.

## Servicios
Este ramal presta servicios de pasajeros entre Capilla del Monte y Alta Córdoba dentro de la Ciudad de Córdoba.